# اندی بین
اندی بین (انگلیسی: Andy Bean؛ زادهٔ ۱۳ مارس ۱۹۵۳) یک گلف‌باز است.